# 托姆利斯山
46°58′26″N 8°14′28″E / 46.97389°N 8.24111°E

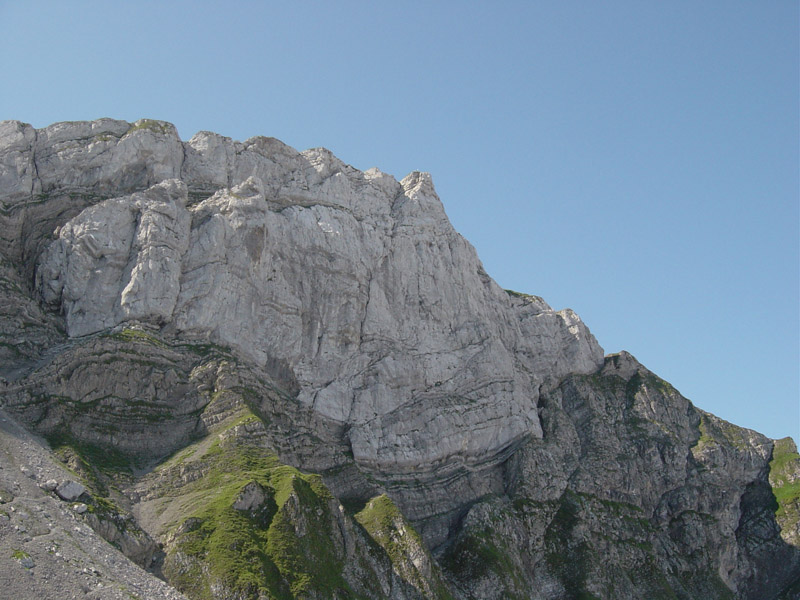

托姆利斯山（德語：Tomlishorn），是瑞士的山峰，位於該國中部，處於下瓦爾登州和上瓦爾登州接壤的邊界，屬於皮拉圖斯峰的一部分，距離維德費爾德施托克山17公里，海拔高度2,129米。